# Андреас Гельгстранд
Андреас Гельгстранд  (дан. Andreas Helgstrand, 2 жовтня 1977) — данський вершник, олімпійський медаліст.

## Виступи на Олімпіадах
| Олімпіада  | Дисципліна        | Місце |
| ---------- | ----------------- | ----- |
| Афіни 2004 | виїздка, особисті | 9     |
| Афіни 2004 | виїздка, командні | 5     |
| Пекін 2008 | виїздка, особисті | 11    |
| Пекін 2008 | виїздка, командні | 3     |